# Kazantyp
Kazantip (ukr. Казантип; ros. Казантип; krymskotat. Къазан Тип, Kazan Tip, dosł. „dno kotła”) – przylądek na Krymie, w północnej części Półwyspu Kerczeńskiego. Oddziela Zatokę Arabacką od Kazantypskiej. Ma kształt elipsy o wymiarach 4,4 × 2,2 km i prawie ze wszystkich stron oblewany jest wodami Morza Azowskiego. Obniżenie w środkowej części półwyspu otoczone jest wzgórzami sięgającymi maksymalnie 106 m n.p.m. Linia brzegowa jest urozmaicona. Przylądek pokryty jest roślinnością stepową.
W latach 1992–1999 na południe od przylądka, w miejscu niedokończonej budowy elektrowni atomowej między miejscowościami Łenine i Szczołkine, odbywał się festiwal muzyki elektronicznej Riespublika Kazantip.